# Bocce na Igrzyskach Śródziemnomorskich 2009
Bocce na Igrzyskach Śródziemnomorskich 2009 odbyła się w dniach 26 czerwca – 3 lipca na Stadio Flacco w Pescarze. W tabeli medalowej tryumfowali gospodarze igrzysk, którzy na 10 (wszystkich) złotych medali, zdobyli 6.

## Mężczyźni
| Konkurencja        | Złoto                            | Srebro                         | Brąz                          |
| Petanque           |                                  |                                |                               |
| Gra podwójna       | Fabrizio Bottero Fabio Dutto     | Philippe Quintais Pascal Milei | Taieb Arbi Sami Atallah       |
| Rzuty lotne        |                                  |                                |                               |
| Strzał progresywny | Fabien Amar                      | Ales Borcnik                   | Abdelkrim Makhloufi           |
| Strzał precyzyjny  | Miroslav Petkovic                | Khaled Zobeidi                 | Patrick Alcaraz               |
| Raffa              |                                  |                                |                               |
| Indywidualnie      | Emiliano Benedetti               | Matteo Albani                  | Caner Makara                  |
| Gra podwójna       | Alfonso Nanni Emiliano Benedetti | Guerrino Albani Matteo Albani  | Caner Makara Sinasi Seleciler |

## Kobiety
| Konkurencja        | Złoto                              | Srebro                                      | Brąz                            |
| Petanque           |                                    |                                             |                                 |
| Gra podwójna       | Mouna El Beji Nadia Ben Abdesselem | Rosario Ines Lizon Yolanda Matarranz Criado | Angelique Papon Florence Schopp |
| Rzuty lotne        |                                    |                                             |                                 |
| Strzał progresywny | Laurence Essertel                  | Petra Pivk                                  | Ilenia Pasin                    |
| Strzał precyzyjny  | Chiara Botteon                     | Kumartaslioglu Ilke                         | Sonia Bruniaux                  |
| Raffa              |                                    |                                             |                                 |
| Indywidualnie      | Germana Cantarini                  | Anna Maria Ciucci                           | Rukiye Yuksel                   |
| Gra podówjna       | Germana Cantarini Sefora Corti     | Rukiye Yuksel Deniz Demir                   | Ana Sundov Gordana Dagelic      |

## Tabela medalowa
| Pozycja | Państwo    |    |    |    | Łącznie |
| ------- | ---------- | -- | -- | -- | ------- |
| 1       | Włochy     | 6  | 0  | 1  | 7       |
| 2       | Francja    | 2  | 1  | 3  | 6       |
| 3       | Tunezja    | 1  | 0  | 1  | 2       |
| 4       | Czarnogóra | 1  | 0  | 0  | 1       |
| 5       | San Marino | 0  | 3  | 0  | 3       |
| 6       | Turcja     | 0  | 2  | 3  | 5       |
| 7       | Słowenia   | 0  | 2  | 0  | 1       |
| 8       | Algieria   | 0  | 1  | 1  | 2       |
| 9       | Hiszpania  | 0  | 1  | 0  | 1       |
| 10      | Chorwacja  | 0  | 0  | 1  | 1       |
| Łącznie | Łącznie    | 10 | 10 | 10 | 30      |